# FK Spartaks Jūrmala
Az FK Spartaks Jūrmala egy lett labdarúgócsapat, melynek székhelye Jūrmala városában található. Jelenleg a lett élvonalban szerepel. 
Hazai mérkőzéseiket az 5000 fő befogadására alkalmas Slokas Stadionban játsszák.

## Történelem
A klubot 2007-ben alapították és a harmadosztályban indultak először. A bajnokság végén az első helyet szerezték meg, így egy osztállyal feljebb léphettek. A másodosztályban összesen négy szezont töltöttek. 2008-ban a tizenegyedik, 2009-ben a tizenkettedik, 2010-ben a kilencedik helyen végeztek. 2011-ben megszerezték a bronzérmet jelentő harmadik helyet, ami azt jelentette, hogy bejutottak a rájátszásba, ahol a JFK Olimps ellen összesítésben 4–1 arányban bizonyultak jobbnak, így történetük során első alkalommal feljutottak az első osztályba. A 2012-es bajnokság végén az ötödik pozícióban zártak. Első élvonalbeli bajnoki címüket a 2016-os idény végén szerezték.

## Sikerei
Virslīga
1. hely (1): 2016
Lett másodosztály
3. hely (1): 2011
Lett másodosztály
1. hely (1): 2007

## Jelenlegi keret
2019. március 15-i állapotnak megfelelően.
| #  |     | Poszt | Név                 |
| -- | --- | ----- | ------------------- |
| 1  | LAT | K     | Jevgēņijs Ņerugals  |
| 2  | MDA | V     | Ioan-Calin Revenco  |
| 3  | LAT | V     | Ņikita Bērenfelds   |
| 4  | LAT | V     | Vitalijs Smirnovs   |
| 5  | LAT | V     | Gints Freimanis     |
| 7  | LAT | KP    | Edgars Vardanjans   |
| 8  | SRB | KP    | Nemanja Belaković   |
| 9  | CAN | CS    | Richie Ennin        |
| 14 | LAT | KP    | Deniss Stradiņš     |
| 17 | CAN | CS    | Gabriel Charpentier |
| 18 | LAT | K     | Vitalijs Melnicenko |
| 19 | LAT | CS    | Ričards Korzāns     |

| #  |     | Poszt | Név                |
| -- | --- | ----- | ------------------ |
| 21 | LAT | KP    | Rolands Vagančuks  |
| 22 | LAT | CS    | Edgars Gauračs     |
| 23 | LAT | V     | Ingus Šlampe       |
| 24 | LAT | KP    | Edgars Fjodorovs   |
| 25 | LAT | V     | Vitālijs Rečickis  |
| 27 | CRO | KP    | Tin Vukmanić       |
| 85 | LAT | K     | Mārcis Melecis     |
| -- | LAT | KP    | Andrejs Kirilins   |
| -- | LAT | KP    | Edgars Jermolajevs |
| -- | LAT | CS    | Artis Jaudzems     |
| -- | LAT | CS    | Eriks Punculs      |

## Külső hivatkozások
- Hivatalos honlap (lettül)
- Adatlapja az uefa.com-on (angolul)
- Legutóbbi eredményei a soccerway.com-on (angolul)